# KDE Plasma
KDE Plasma (K Desktop Environment), även kallad Skrivbordsmiljön K eller K-Skrivbordsmiljön, är en populär skrivbordsmiljö som bygger på öppen källkod och innehåller de vanligaste funktioner som en användare behöver. Miljön kommer i sitt standardutförande försedd med bland annat webbläsare, e-postklient och kontorstillämpningar. KDE fungerar med de flesta Unix-varianter, däribland Linux och FreeBSD. Från och med version 4 kan det även köras på Mac OS X och Windows. Även tidigare versioner kunde köras under Windows, dock krävdes hjälp av tredjeparts-program.
KDE är utvecklat med hjälp av den grafiska verktygslådan Qt från det norska företaget Trolltech och distribueras under licensen GNU GPL, som är en licens för fri mjukvara. Så som övriga grafiska miljöer till datorer har KDE ett standardutseende, dock kan detta modifieras och de flesta linuxdistributioner som använder KDE har satt sin egen prägel på det.
KDE har översatts till 96 olika språk, däribland svenska och finns även på nordsamiska.

## Historia
KDE skapades 1996 av Matthias Ettrich som då var student vid universitet i Tübingen, Tyskland.
Han var vid den tiden less på att det inte fanns någon grafisk enhetlighet bland Unix-systemen överhuvudtaget. I ett nu känt nyhetsgruppsinlägg föreslog han en gemensam ansträngning för att skapa en hel ny skrivbordsmiljö där alla applikationer skulle kännas lika; miljön skulle dessutom präglas av ett begripligt gränssnitt som gör systemet lättanvänt. Som bas för projektet föreslog han det purfärska grafiska verktyget Qt då han arbetat med det innan och insett hur lättanvänt det var. 
Flera andra utvecklare hoppade på projektet och vid början av 1997 släpptes de första beta-versionerna av projektet. I mitten av samma år började GNU-projektet inse hur stort KDE kunde bli, men gillade inte att det var baserat på Qt, eftersom Trolltech licensierade Qt under licenser som föreföll inkompatibla med GNU GPL. Detta ledde till att de startade projekten GNOME – en skrivbordsmiljö som KDE, samt Harmony – ett numera övergivet försök att duplicera Qt. Denna bakgrund gör att det fortfarande finns gnissel mellan KDE och GNU-projektet, men det hela var i stort sett överspelat i och med att Trolltech licensierade Qt under GNU GPL.

## Versionsnumrering
KDE har släppts i fyra större versioner, och en del mindre uppdateringar:
- Serien KDE 1: 1.0, 1.1.
- Serien KDE 2: 2.0, 2.1, 2.2.
- Serien KDE 3: 3.0, 3.1, 3.2, 3.3, 3.4, 3.5
- Serien KDE 4: 4.0, 4.1, 4.2, 4.3, 4.4, 4.5, 4.6 (nuvarande version).

KDE:s versionsnumrering baserar sig i grunden på vilket större version av Qt som miljön baserar sig på.
Till exempel är i skrivande stund den senaste versionen 4.2 vilket betyder: baserat på Qt 4.2 större versionen, originalutgåvan (0:e buggfixversionen).
Skälet till denna numrering är att Qt endast ändrar sitt API, det vill säga funktionsstrukturen, mellan de större versionsförändringarna.
Flera versioner underhålls parallellt med hjälp av revisionssystemet SVN. Detta gör att eventuella bugg- och säkerhetsfixar snabbt bakåtportas till de äldre versionerna. 

### KDE 4.0.0
KDE version 4.0.0 utgavs 11 januari 2008 och baseras på Qt 4. Den innehåller bland annat Plasma som svarar för skrivbordets funktion och användarens integrering mot denna och en ny filhanterare kallad Dolphin. Senaste versionen av KDE är 4.0.5 de sista siffrorna står för buggfixar.

### KDE 4.1
Version 4.1 innehåller många uppdateringar; korrigeringar och funktionsförbättringar ligger i fokus men även grafiska förbättringar har lagts till.
I och med version 4.1 har KDE ha fullt inbyggt stöd för de 3D-effekter som bland annat finns i Mac OS och Windows Vista.
KDE 4.1 släpptes den 29 juli 2008 och var den första versionen i KDE 4-serien som är inriktad på att kunna locka slutanvändare till att använda systemet.

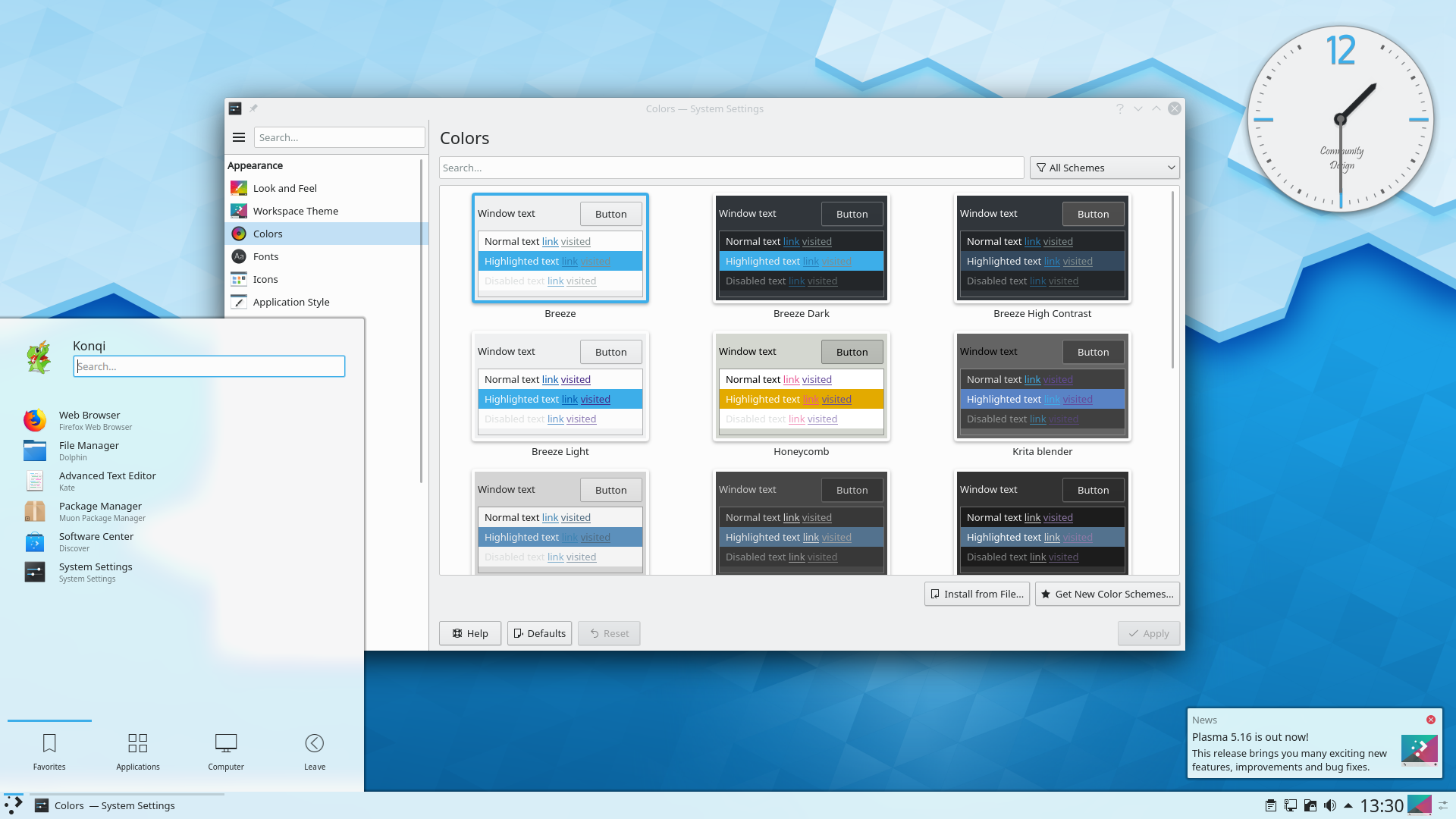
KDE Plasma 5.16

### KDE 4.2
KDE version 4.2.0 utgavs 27 januari 2009. Denna version anses vara mycket stabil jämfört med tidigare versioner i KDE4-serien.

### KDE 4.3
KDE 4.3 släpptes den 4 augusti 2009. Den inkluderar bland annat Plasma-temat Air och förändringar i kwin skrivbordseffekter.
KDE 4.3.0 är helt översätt till svenska.

### KDE 4.4
KDE 4.4 släpptes den 9 februari 2010. Den inkluderar bland annat nya Plasma-NetBook designat för netbooks, framsteg har även gjorts inom integration av sociala medier.

### KDE 4.5
KDE 4.5 släpptes den 10 augusti 2010. KDE-teamet har fokuserat på användbarhet, prestanda och stabilitet. Fr.o.m. KDE 4.5.4 har KDE SC 4 översatts till mer än 55 olika språk.

### KDE 4.6
KDE 4.6 släpptes den 26 januari 2011. KDE 4.6 har uppdateringar till KDE Plasma. KDE-teamet har fokuserat på ett enklare konfiguration gränssnitt och har visuella förbättringar.

## Populära KDE-program
- Amarok – En mediaspelare.
- K3b – Ett cd-brännarprogram.
- Kaffeine – En filmuppspelare.
- Kate – Standardtexteditorn i KDE.
- Kdevelop – Utvecklingsmiljö för programmering.
- Kmail – Ett mejlprogram.
- Koffice – Ordbehandlare och andra kontorsapplikationer för KDE.
- Konqueror – Webbläsare och filhanterare.
- rekonq – Webbläsare baserat på WebKit.
- Kopete – Klient för direktmeddelande.

### Trinity skrivbordsmiljö
Trinity Desktop Environment-projektet som organiserades och ledds av Timothy Pearson har släppts Trinity att plocka upp där KDE 3.5.10 lämnade. Det är för närvarande försöker hålla KDE 3.5 grenen liv, försöker rätta fel under processen, utöka det med ytterligare funktioner och göra det mer kompatibelt med den senaste hårdvaran. Trinity skrivbordsmiljö 3.5.12 släpptes 3 oktober 2010. Trinity skrivbordsmiljön innehåller buggar som kan orsaka en krasch av programvara. Kubuntu KDE3/Trinity cd-avbildningar finns att ladda ner.

## Källförteckningar
1. ↑  ”KDE Plasma 6.4” (på engelska). KDE Community. 17 juni 2025. https://kde.org/announcements/plasma/6/6.4.0/. Läst 19 juni 2025.
2. ↑  ”Qt - Legal | Licensing” (på engelska). https://www.qt.io/licensing/. Läst 7 juni 2017.
3. ↑  kde.org, (27 februari 2004). ”Northern Sami Team (se)”. http://i18n.kde.org/team-infos.php?teamcode=se. Läst 2 januari 2011.
4. ↑  groups.google.com, Matthias Ettrich (14 oktober 1996). ”New Project: Kool Desktop Environment (KDE)”. http://groups.google.com/groups?selm=53tkvv%24b4j%40newsserv.zdv.uni-tuebingen.de. Läst 26 maj 2009.
5. ↑  freshmeat.net, Eirik Eng (1 juli 2000). ”Trolltech on Qt, KDE, and the QPL”. Arkiverad från originalet den 13 maj 2008. https://web.archive.org/web/20080513112339/http://freshmeat.net/articles/view/170/. Läst 26 maj 2009.
6. ↑  linuxdevices.com, Richard Stallman (5 september 2000). ”Stallman on Qt's licensing and its implications to KDE”. Arkiverad från originalet den 25 maj 2012. https://archive.is/20120525084304/http://www.linuxfordevices.com/c/a/News/Stallman-on-Qts-licensing-and-its-implications-to-KDE/. Läst 26 maj 2009.
7. ↑  linuxdevices.com (4 september 2000). ”Good news for KDE: Trolltech releases Qt under GPL”. Arkiverad från originalet den 25 maj 2012. https://archive.is/20120525084304/http://www.linuxfordevices.com/c/a/News/Good-news-for-KDE-Trolltech-releases-Qt-under-GPL/. Läst 26 maj 2009.
8. ↑  osnews.com, Thom Holwerda (11 januari 2008). ”KDE 4.0.0 Released”. http://www.osnews.com/story/19145/KDE_4_0_0_Released. Läst 9 november 2009.
9. ↑  kde.org, (29 juli 2008). ”KDE 4.1 Release Announcement”. http://www.kde.org/announcements/4.1/. Läst 9 november 2009.
10. ↑  kde.org, (27 januari 2009). ”KDE 4.2.0 Release Announcement”. http://www.kde.org/announcements/4.2/. Läst 9 november 2009.
11. ↑  kde.org, (4 augusti 2009). ”KDE 4.3.0 Caizen Release Announcement”. http://www.kde.org/announcements/4.3/. Läst 9 november 2009.
12. ↑  kde.org, (5 augusti 2009). ”KDE på svenska”. http://sv.l10n.kde.org/. Läst 2 januari 2011.
13. ↑  kde.org, (4 augusti 2009). ”KDE SC 4.4.0 Caikaku Release Announcement”. http://www.kde.org/announcements/4.4/. Läst 9 november 2009.
14. ↑  kde.org, (10 augusti 2010). ”KDE SC 4.5 Release Announcement”. http://kde.org/announcements/4.5/. Läst 25 augusti 2010.
15. ↑  pearsoncomputing.net,. ”Choose a version of Kubuntu KDE3/Trinity to download”. http://apt.pearsoncomputing.net/cdimages/. Läst 2 januari 2011.